# Вуксан, Петар
Петар (Пекиша) Вуксан (серб. Петар Пекиша Вуксан; 29 января 1905, Почитель — ноябрь 1941, Брезник, около Велебита) — югославский сербский рабочий, участник гражданской войны в Испании и Народно-освободительной войны Югославии. Народный герой Югославии.

## Биография
Родился 29 января 1905 в селе Почитель близ Госпича в бедной крестьянской семье. Серб по национальности. Детство и молодость провёл во Франции, работая на заводе. Во Франции вступил в рабочее движение, во время Гражданской войны в Испании сражался на стороне республиканцев. После окончания войны был сослан во французский концлагерь с соратниками, откуда бежал в 1941 году.
Вернувшись на объятую войной Родину, Пекиша вступил в партизанское движение в Лике. Изначально он был политруком Почительской партизанской роты, в октябре 1941 года он стал командиром 3-го батальона 1-го Ликского партизанского отряда «Велебит». В составе Коммунистической партии Югославии занимал должность руководителя комитета по Госпичу и его окрестностям.
В ноябре 1941 года во время боя против четников был окружён в доме в селе Брезник, пытался прорваться и погиб. В память о нём его имя носил 3-й батальон 1-го Ликского партизанского отряда, позднее переименованный во 2-й батальон 1-й ликской пролетарской ударной бригады.
27 ноября 1953 года Петару Вуксану посмертно присвоено звание Народного героя Югославии.